# ドラゴンボールZ 極限バトル!!三大超サイヤ人
『ドラゴンボールZ 極限バトル!!三大超サイヤ人』（ドラゴンボールゼット きょくげんバトル!! さんだいスーパーサイヤじん）は、1992年7月11日に公開された『ドラゴンボール』シリーズの劇場公開作第10弾である。監督は菊池一仁。
キャッチコピーは「戦慄の最強人造人間が急襲!迎え撃つ三大超サイヤ人!!」。
夏休みの東映アニメフェアの1つとして上映された。同時上映作は『ドラゴンクエスト ダイの大冒険 ぶちやぶれ!!新生6大将軍』『ろくでなしBLUES』。

## 解説
本作はトランクスの初出演作品である。冒頭では亀仙人とウーロンが「ミスこの世で一番べっぴん世界大会」で水着ギャルをあれこれ妄想するなどの場面も登場している。劇場版10作目ということもあって、劇場公開時のプログラムでは過去10作品を振り返る内容の記事が掲載されていた。
『DRAGON BALL大全集』には「劇中でのドクター・ゲロ抹殺や、悟飯が超サイヤ人になれない点からゲロ死亡からセルが完全体に変身するまでと時期を推測。ただし、その頃の悟空は心臓病で倒れているか、精神と時の部屋で修行中。平行世界的な出来事といえる」と記述されており、前作『ドラゴンボールZ 激突!!100億パワーの戦士たち』より時系列的には前の話と考察されている。
『ドラゴンボール 神龍の伝説』から長年作画監督を担当してきた前田実が参加した最後の映画であり、次作以降は山室直儀が担当する。

## あらすじ
人造人間17号によって、ドクター・ゲロは殺された。しかし、人造人間たちですら知らない極秘の地下研究施設では、ゲロの怨念を引き継いだスーパーコンピューターが引き続き「孫悟空抹殺」を目的に開発を続けていた。
デパートで買い物と食事を楽しむ悟空たちの前に、突如として謎の2人組が襲撃をかけ、街を破壊し始める。その存在に気付いた悟空は、2人に気が感じられないことから、ドクター・ゲロの作った人造人間であることを察知する。街中で戦う悟空とトランクスだったが、トランクスの咄嗟の一言で、人気のない北の氷河地帯へ誘き出す。
その頃、ドクター・ゲロの研究所では最後の人造人間・13号が完成し、悟空のもとへと迫っていた。

## 登場人物

### レギュラーキャラクター
- 孫悟空、孫悟飯 - 野沢雅子
- ピッコロ - 古川登志夫
- クリリン - 田中真弓
- トランクス - 草尾毅
- ベジータ - 堀川亮
- Dr.ゲロ - 矢田耕司
- 亀仙人 - 宮内幸平
- チチ - 渡辺菜生子
- ウーロン - 龍田直樹
- ナレーター - 八奈見乗児

### ゲストキャラクター
ドクター・ゲロのコンピューターが作りだした3体の人造人間が登場。ドクター・ゲロの遺志を継ぎ、悟空抹殺のためなら破壊や殺戮も厭わない。原作とテレビアニメ版では人造人間18号がドクター・ゲロの手により処分されたと言及し、原作の扉ページでは「13、14、15号はかなり完成度が高かったらしい」とも解説されていた。
人造人間13号
声 - 曽我部和恭
3体の中では最強の力を持つリーダー格で、最後に目覚めた人造人間。
帽子と胸の服にレッドリボンのマークが入っており、14号や15号とは異なって外見は一般の人間に近い。また、2体に比べて人語も堪能な上に饒舌で、自分たちの目的は「孫悟空を殺すことである」と明言している。ほかの人造人間を吸収しての強化といった点から、「後のセルの原型か?」とも指摘されている。
北の氷河地帯にて悟空との一騎討ちの最中に倒された14号と15号の戦闘データが収まっているコンピュータチップと動力炉を吸収してさらに強力な「合体13号」となった。合体後は3メートルを越す巨体となり、体の色が青く変色して筋肉が隆起し、眉毛が消えて白目になり、白い髪がオレンジ色になって逆立つなど外見上の劇的な変化に加え、他の2体の仲間同様に人語を発さなくなる。どんな攻撃にも全くびくともせず、悟空たちを一蹴するほどの強さを得るも元気玉を吸収して超サイヤ人化した悟空の迫力に焦りを感じ慌てて殴り掛かるが、殴った弾みで両腕が崩壊し、最後はどうすることもできずに悟空から重い拳の一撃で胸を撃ち抜かれ、悟空の名を大声で叫びながら大爆発を起こした。そして、ドクター・ゲロの怨念が宿ったスーパーコンピューターもまた敗北と同時に機能を停止した。
両手から追尾機能のある人工エネルギー弾を放つ技「S.S（エス・エス、スーパー・スペシャルとも表記）デッドリィボンバー」は、本人によれば「地球の半分を破壊するほどのエネルギーが凝縮されている」とのことだが、ベジータのエネルギー弾で弾き飛ばされた。
名前は13が不吉な数字であることと、原作に出ていないナンバーの人造人間であるということから名付けられた。14号、15号も同じコンセプトになっている。
『ドラゴンボールヒーローズ』ギャラクシーミッション「トランクス・ザ・ストーリー もうひとつの未来編」では、未来のトランクスがいた世界にも存在していたようで、人造人間14号、15号とともにセルにつき従っている。
人造人間14号
声 - 江川央生
3体の中では最も巨漢の人造人間。
白い肌に辮髪を結っており、ベルトとバックルにレッドリボンのマークが入っている。会話はできるが無口で、劇中ではほとんど機械的に「ソン・ゴクウ」と繰り返し声を発するのみ。表情の変化にも乏しく無表情だが、雪に埋まった15号に手を貸すなど仲間意識はある。
南極でのトランクスとの戦いでは彼の剣を指先2本で受け止め、一時的に奪ったその剣で至近距離から放たれたトランクスのエネルギー弾を切り払うなど無類の強さを見せた。その剣をトランクスに投げ返したが、剣を取り戻したトランクスの剣術で体を上半身と下半身に真っ二つに切断され爆発。その後、15号と共に体のパーツは13号に吸収された。
鳥山明がデザインした段階では14号と15号の名前が逆になっていたが、ストーリー展開などの都合で2体の名前が取り替えられることになった。
人造人間15号
声 - 小林俊夫
3体の中では最も小柄の人造人間。14号と同様に人語はほとんど話さないが、優勢になった際に笑う、風で顔に当たった14号の辮髪を嫌悪感を露わにしてどけたりと14号とは逆に表情の変化は多い。着地時や歩いている最中に突然雪の中に埋まるなど滑稽な面や、身だしなみに気を配るといった行動も見られる。肌の色は紫で、大きな赤い蝶ネクタイがレッドリボンのマークを象っている派手な色の服を着用し、サングラスと巨大な帽子が特徴。また、コートのポケットに液体エネルギーの入ったビンを携帯している。帽子の下は19号と同じく透明なドーム状になっており、内部には電子頭脳が見え、眼球部はレンズ状とほぼ機械のままである。頭頂部には3本のアンテナが伸びており、これはゲロのコンピューターと直結して戦士のデータを明細に分析し、相手の強さと位置も判る。
14号と共に悟空やトランクスと戦い、14号との抜群の連携攻撃やその高い分析機能によって悟空たちの動きを全て読んでトランクスや悟空を圧倒したり、途中で現れたベジータと単独で互角以上の戦いを展開したが、最終的にはベジータと共に拳の相打ちになり、ベジータにダメージを与えられたものの一歩及ばず、相打ち時に首を折られたことで機能停止・爆発する。その後、14号と共に体のパーツは13号に吸収された。

## スタッフ
- 製作総指揮 - 今田智憲、安齊富夫
- 原作 - 鳥山明
- 企画 - 森下孝三、清水賢治、金田耕司、週刊少年ジャンプ
- 製作担当 - 小塚憲夫
- 脚本 - 小山高生
- 音楽 - 菊池俊輔
- 撮影監督 - 武井利晴
- 録音 - 二宮健治
- 編集 - 福光伸一
- 美術監修 - 池田祐二
- 美術監督 - 長崎斉
- 作画監督 - 前田実
- 監督 - 菊池一仁
- 原画 - 中鶴勝祥、稲上晃、長谷川真也 他
- 宣伝協力 - フジテレビ

## 主題歌
オープニングテーマ - 「CHA-LA HEAD-CHA-LA」
作詞 - 森雪之丞 / 作曲 - 清岡千穂 / 編曲 - 山本健司 / 歌 - 影山ヒロノブ
エンディングテーマ - 「GIRI GIRI－世界極限－」
作詞 - 佐藤大 / 作曲 - 清岡千穂 / 編曲 - 山本健司 / 歌 - 影山ヒロノブ、YUKA

## 映像ソフト
いずれも東映ビデオより発売。
- VHS・LD
1993年2月12日に発売。
- DVD
  - DRAGON BALL 劇場版 DVDBOX DRAGON BOX THE MOVIES
2006年4月14日発売。
  - DRAGON BALL THE MOVIES #07 ドラゴンボールZ 極限バトル!!三大超サイヤ人
2008年11月14日発売。
- Blu-ray
  - DRAGON BALL THE MOVIES Blu‐ray ♯04
2018年12月5日発売。

## 関連書籍
- ドラゴンボールZ アニメコミックス 極限バトル!! 三大超サイヤ人 - 集英社、1993年3月19日発売、ISBN 4-83-421184-3

## テレビ放送
- 1994年1月2日にフジテレビで放送された『新春アニメスペシャル』（10:00 - 13:50）で、『ドラゴンボールZ とびっきりの最強対最強』・『ちびまる子ちゃん わたしの好きな歌』と合わせて放送[8]、番組では悟空とまる子（声：TARAKO）が解説者として登場するアニメが放送された。